# Teucrium siculum
Teucrium siculum là một loài thực vật có hoa trong họ Hoa môi. Loài này được (Raf.) Guss. miêu tả khoa học đầu tiên năm 1845.